# Peperomia crispa
Peperomia crispa är en pepparväxtart som beskrevs av Luis Aloysius, Luigi Sodiro. Peperomia crispa ingår i släktet peperomior, och familjen pepparväxter. Inga underarter finns listade i Catalogue of Life.